# فرية الدم

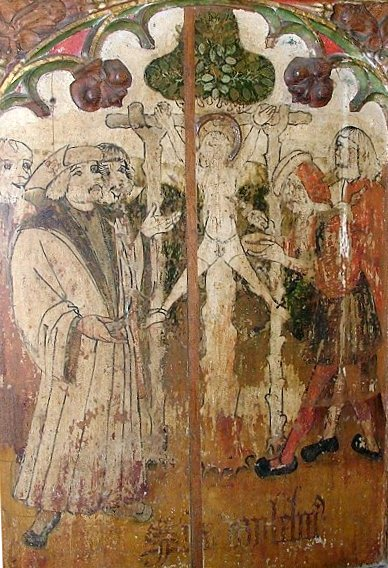
لوحة يصور قيام اليهود بنزف دم الطفل الغير يهودي.

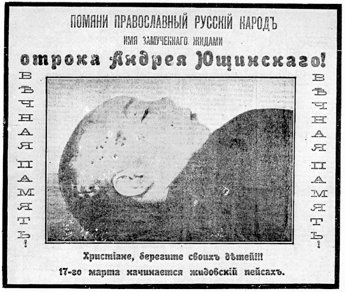
صورة مرسومة لطفل مسيحي ذبح على يد اليهود ونشرت في فيينا الأوكرانية خلال عقد 1910م.

فرية الدم أو فرية طقوس القتل، وتعرف أيضا باتهام الدم، هي ظاهرة معادية للسامية تتهم اليهود باختطاف وقتل أطفال مسيحيين لاستخدام دمائهم كجزء من طقوسهم الدينية. تاريخيا، كانت هذه الادعاءات، إلى جانب تلك الخاصة بتسميم الآبار وتدنيس الخبز المقدس، موضوعا أساسيا لاضطهاد اليهود في أوروبا. ت
تفيد فرية الدم بأن اليهود احتاجوا دماء بشرية لصنع خبز المصة لعيد الفصح، وذلك على الرغم من غياب هذا العنصر في الحالات المبكرة التي ادعت أن اليهود المعاصرين حينها أعادوا تمثيل صلب المسيح. تؤكد الاتهامات عادة أن دماء الأطفال المسيحيين مرغوبة على وجه الخصوص، وقد أطلقت اتهامات فرية الدم، تاريخيا، بالأساس من أجل تفسير وفيات الأطفال الغامضة حينها. في بعض الحالات، كان ضحية الأضحية البشرية المزعومة يُبجَّل بلقب شهيد، ويعتبر شخصية مقدسة تنشأ حولها طائفة شهيد. وقد أصبح ثلاثة من بين أولئك الشهداء –ويليام من نورويتش، ليتل سانت هيو من لينكولن، وسيمون من ترينت– مقاصد للطوائف المحلية وللتبجيل، وفي بعض الحالات تمت إضافتهم إلى التقويم الروماني العام. كما أعلنت الكنيسة الروسية الأرثوذكسية أحدهم شهيدا، وهو غافرييل بيلوستوكسكي.
في التقاليد اليهودية، كانت فرى الدم دافعا لصنع غوليم براغ من قبل الحاخام يهوذا لو بتسلئيل في القرن السادس عشر. وفقا لولتر لاكوير:
استخدم مصطلح فرية الدم أيضا للإشارة إلى أي اتهامات ضارة كاذبة، وقد اتخذ المصطلح معنى مجازيا أوسع. ومع ذلك، فإن هذ الاستخدام للمصطلح لا يزال موضع جدل، واعترضت جماعات يهودية على مثل هذا الاستخدام.

## القانون اليهودي ضد القتل، والتضحية، وتناول الدم
يتعارض التعذيب والتضحية بالبشر المزعومان في فرية الدم مع تعاليم اليهودية. وفقا للكتاب المقدس، أمر الربُ إبراهيمَ في «ربط إٍسحق» بأن يضحي بابنه، لكنه استبدله في النهاية بكبش. تحرم الوصايا العشر في التوراة القتل. وبالإضافة إلى ذلك، فإن استخدام الدم (البشري أو غير ذلك) في الطبخ محرم حسب أحكام الكشروت. وقد ورد في سفر اللاويين (17: 12-13) «لِهذا قُلتُ لِبَني إِسرائيلَ ولِكُلِّ غريـبٍ نزيلٍ فيما بَينَهمُ: لا تأكلوا دَما. وكُلُّ مَنْ صادفَ مِنهُم صَيدا مِنَ الوَحشِ أو الطَّيرِ اللَّذَينِ يُؤكَلانِ، فليَسفُكْ دَمَهُ ويُغطِّهِ بالتُّرابِ». فوفقا لسفر اللاويين، لا يجوز أن يسفك دماء الحيوانات إلا على مذبح معبد القدس (الذي لم يعد موجودا في وقت فرية الدم المسيحية). وبالإضافة إلى ذلك، فإن تناول لحم الإنسان ينتهك أحكام الكشروت.[13] كما ذكر أيضا في سفر اللاويين (3: 17): «هذِهِ فريضةٌ أبديَّةٌ مدَى أجيالِكُم في جميعِ دِيارِكُم. لا تأكلوا شَحْما ولا دَما». وفي الإصحاح (4: 26): «كُلُّ دَمٍ مِنَ الطَّيرِ والبَهائِمِ لا تأكُلُوه أينَما سَكَنتُم».
ومع أن التضحية بالحيوانات كانت جزءا من ممارسات اليهودية القديمة، فإن التناخ والتعاليم اليهودية يصوران الأضحية البشرية كواحدة من الشرور التي تفصل بين وثنيي كنعان والعبرانيين (التثنية 12: 31، الملوك 2 16: 3). كما حُرِّم على اليهود الانخراط في هذه الطقوس وعوقبوا إذا ما فعلوا ذلك (الخروج 34: 15، اللاويين 20: 2، التثنية 18: 12، إرميا 7: 31). وقد حرمت طقوس النظافة على الكهنة أن يتواجدوا في نفس الغرفة مع جثة بشرية (لاويين 11: 21).

## خلفية تاريخية
تضمنت أولى أشكال الاتهام أن اليهود كانوا يصلبون الأطفال المسيحيين في عيد الفصح بسبب نبوءة ما. وليس هناك أي إشارة لاستخدام الدم في خبز المصة غير المختمر، والذي تطور لاحقا كدافع رئيسي للجريمة.

### نُذر محتملة
صدرت أولى أمثلة فريد الدم عن شخص يدعى ديموقريطوس (ليس الفيلسوف)، لم يُذكر سوى في موسوعة سودا، وقد زعم أنه «كل سبع سنوات يقبض اليهود على شخص غريب، ويحضرونه إلى معبد القدس، ويضحون به، ويقطعون لحمه إلى فتات». ادعى الكاتب الإغريقي-المصري أبيون أن اليهود ضحوا بإغريقيين في معبدهم. وقد رد يوسيفوس على هذا الاتهام في كتابه «ضد أبيون». يذكر أبيون أن أنطيخوس الرابع دخل معبد القدس، فوجد أسيرا إغريقيا أخبره بأنه كان يُسمَّن ليضحى به. وادعى أبيون أن اليهود في كل عام كانوا يضحون بإغريقي ويتناولون لحمه، فيما يقومون في الوقت ذاته بالقسم على الكراهية الأبدية للإغريق. يكرر ادعاء أبيون أفكارا كانت منتشرة بالفعل لأن ادعاءات مماثلة كانت قد أطلقت من قبل بوسيدونيوس وأبوللونيوس مولون في القرن الأول قبل الميلاد. هناك مثال آخر يتعلق بقتل صبي مسيحي على يد جماعة من اليهود الشباب. فقد ذكر سقراط القسطنطيني أن بعض اليهود الثملين المازحين قاموا بربط طفل مسيحي على صليب، كسخرية من موت المسيح، وجلدوه حتى الموت.
نشر البروفيسور إسرائيل يعقوب يوفال، من الجامعة العبرية بالقدس، مقالا في عام 1993 جادل فيه بأن فرية الدم قد تكون ظهرت في القرن الثاني عشر بسبب وجهات نظر المسيحيين تجاه السلوك اليهودي أثناء الحملة الصليبية الأولى. فقد قام بعض اليهود بالانتحار وقتلوا أبنائهم، خشية إخضاعهم للتحول الديني القسري. حقق يوفال في التقارير المسيحية عن هذه الأحداث وذكر أنها كانت محرفة إلى حد كبير بادعاءات بأن اليهود إذا كانوا يقدرون على قتل أبنائهم، فإنهم يستطيعون قتل أطفال المسيحيين. اعترض يوفال على قصة فرية الدم بوصفها خيالات لبعض المسيحيين، وأنها لا تحتوي على أي عنصر حقيقي، نظرا للطبيعة المتزعزعة لوجود الأقلية اليهودية في أوروبا المسيحية.

### منشأ الاتهام في إنجلترا
في عام 1144 بإنجلترا، تم اتهام يهود نورتش بإقامة طقوس قتل بعدما وجد صبي، يدعى ويليام من نورتش، ميتا بجروح طعن في الغابة. ادعى كاتب سيرة ويليام الذاتية، توماس المونماوثي، أن هناك مجلس يهودي يعقد سنويا، وأنهم يختارون خلاله الدولة التي سيقتلون فيها طفلا أثناء عيد الفصح، وذلك بسبب نبوءة يهودية تفيد بان قتل طفل مسيحي كل عام سيضمن لليهود عودتهم إلى الأراضي المقدسة. وفي عام 1144، وقع الاختيار على إنجلترا، وفوض قادة اليهود الجالية اليهودية في نورتش بتنفيذ عملية القتل. ثم قاموا باختطاف ويليام وصلبه. وقد تحولت هذه الأسطورة إلى عبادة، حيث اعتبر ويليام شهيدا، وأتى الحجاج بقرابين للكنيسة المحلية.
تبع ذلك اتهامات مماثلة في غلوستر (1168)، بوري (1181)، وبرستل (1183). في عام 1189، هوجم جمهور من اليهود الذين كانوا يحضرون تتويج ريتشارد قلب الأسد. وسرعان ما تبعت ذلك مذابح لليهود في لندن ويورك. وفي 16 مارس 1190، هوجم 150 يهوديا في يورك وتم ذبحهم عندما لجوا للقلعة الملكية، حيث يقف برج كليفورد الآن، وقام بعضهم بالانتحار خشية أن تمسكهم الحشود. يحتمل أن بقايا الـ 17 جثة الملقاة في بئر نورتش بين القرنين الثاني عشر والثالث عشر (والذين وجد تحليل الحمض النووي أن 5 منهم يحتمل أنهم كانوا من عائلة يهودية واحدة) كانوا قد قتلوا في واحدة من هذه المذابح.
بعد وفاة قديس لينكولن الصغير هيو، عقدت محاكمات وتم إعدام بعض اليهود. ذكرت هذه القضية من قبل ماثيو باريس وتشوسر، وبذلك أصبحت مشهورة. وقد نشأت سمعتها السيئة جراء تدخل التاج، وهي المرة الأولى التي يعطى لطقوس القتل مصداقية ملكية.